# アンソニー・ヌジョクアニ
アンソニー・ヌジョクアニ（Anthony Njokuani、1980年3月1日 - ）は、ナイジェリアの男性総合格闘家。エヌグ州エヌグ出身。ジャンジラ・ムエタイ所属。アンソニー・ジョクアーニ、アンソニー・ンジョカーニとも表記される。
総合格闘家のチディ・エンジョクアニは実弟。

## 来歴
ナイジェリアのエヌグで生まれ、3歳のときにアメリカ合衆国に移住した。高校卒業後にムエタイを始め、2003年に総合格闘技デビュー。

### WEC
2009年1月25日、WEC初参戦となったWEC 38でベン・ヘンダーソンと対戦し、ギロチンチョークで一本負けを喫した。
2009年4月5日、WEC 40でバート・パラゼウスキーと対戦し、パウンドでTKO勝ち。ノックアウト・オブ・ザ・ナイトを受賞した。
2009年10月10日、WEC 43でムーシン・コーブリーと対戦し、パウンドでTKO勝ち。ノックアウト・オブ・ザ・ナイトを受賞した。
2009年12月19日、WEC 45でクリス・ホロデッキーと対戦し、パウンドでTKO勝ち。ノックアウト・オブ・ザ・ナイトを受賞した。

### UFC
2011年3月19日、UFC初参戦となったUFC 128でエジソン・バルボーザと対戦し、0-3の判定負け。ファイト・オブ・ザ・ナイトを受賞した。
2012年7月11日、UFC on Fuel TV 4でハファエル・ドス・アンジョスと対戦し、0-3の判定負けを喫した。
2014年10月4日、UFC Fight Night: MacDonald vs. Saffiedineでダロン・クルックシャンクと対戦し、0-3の判定負け。2連敗となりUFCからリリースされた。

## 戦績
| 総合格闘技 戦績 | 総合格闘技 戦績 | 総合格闘技 戦績 | 総合格闘技 戦績 | 総合格闘技 戦績 | 総合格闘技 戦績 | 総合格闘技 戦績 |
| --------------- | --------------- | --------------- | --------------- | --------------- | --------------- | --------------- |
| 28 試合         | (T)KO           | 一本            | 判定            | その他          | 引き分け        | 無効試合        |
| 16 勝           | 9               | 0               | 7               | 0               | 0               | 1               |
| 11 敗           | 1               | 4               | 6               | 0               | 0               | 1               |

| 勝敗 | 対戦相手                     | 試合結果                             | 大会名                                    | 開催年月日     |
| ×    | レオナルド・マフラ           | 5分3R終了 判定0-3                    | Final FC 25: Mitchell vs. Lopez           | 2016年6月11日  |
| ×    | ジョシュ・キーハーゲン       | 5分3R終了 判定1-2                    | Legacy Fighting Championship 42           | 2015年6月26日  |
| ×    | デイブ・バロウ               | 3R 1:28 腕ひしぎ十字固め             | Legacy Fighting Championship 38           | 2015年2月13日  |
| ×    | ダロン・クルックシャンク     | 5分3R終了 判定0-3                    | UFC Fight Night: MacDonald vs. Saffiedine | 2014年10月4日  |
| ×    | ヴィンス・ピチェル           | 5分3R終了 判定0-3                    | UFC 173: Barao vs. Dillashaw              | 2014年5月24日  |
| ○    | ロジャー・ボウリング         | 2R 2:52 KO（左フック）               | UFC on FOX 7: Henderson vs. Melendez      | 2013年4月20日  |
| ×    | ハファエル・ドス・アンジョス | 5分3R終了 判定0-3                    | UFC on Fuel TV 4: Munoz vs. Weidman       | 2012年7月11日  |
| ○    | ジョン・マクデッシ           | 5分3R終了 判定3-0                    | UFC 145: Jones vs. Evans                  | 2012年4月21日  |
| ×    | ダニー・カスティーリョ       | 5分3R終了 判定1-2                    | UFC 141: Lesnar vs. Overeem               | 2011年12月30日 |
| ○    | アンドレ・ウィナー           | 5分3R終了 判定3-0                    | UFC 132: Cruz vs. Faber                   | 2011年7月2日   |
| ×    | エジソン・バルボーザ         | 5分3R終了 判定0-3                    | UFC 128: Shogun vs. Jones                 | 2011年3月19日  |
| ○    | エドワード・ファーロロット   | 2R 4:54 TKO（グラウンドの肘打ち）    | WEC 52: Faber vs. Mizugaki                | 2010年11月11日 |
| ×    | マーチェズ・ユトゥスコ       | 1R 1:35 TKO（右アッパー→パウンド）   | WEC 50: Cruz vs. Benavidez 2              | 2010年8月18日  |
| ×    | シェーン・ローラー           | 1R 3:07 チョークスリーパー           | WEC 48: Aldo vs. Faber                    | 2010年4月24日  |
| ○    | クリス・ホロデッキー         | 1R 3:33 TKO（右ハイキック→パウンド） | WEC 45: Cerrone vs. Ratcliff              | 2009年12月19日 |
| ○    | ムーシン・コーブリー         | 2R 1:42 TKO（パウンド）              | WEC 43: Cerrone vs. Henderson             | 2009年10月10日 |
| ○    | バート・パラゼウスキー       | 2R 0:27 TKO（右ストレート→パウンド） | WEC 40: Torres vs. Mizugaki               | 2009年4月5日   |
| ×    | ベン・ヘンダーソン           | 2R 0:42 ギロチンチョーク             | WEC 38: Varner vs. Cerrone                | 2009年1月25日  |
| ○    | アーロン・ウィリアムス       | 1R 2:28 TKO（膝蹴り）                | SWC 1: Inception                          | 2008年9月19日  |
| ○    | キーオン・マイク・ジャクソン | 1R 2:14 KO（膝蹴り）                 | Art of War 3                              | 2007年9月1日   |
| ×    | ドナルド・セラーニ           | 1R 4:30 三角絞め                     | Ring of Fire 29: Aftershock               | 2007年4月28日  |
| ○    | ケネス・ロスフォルト         | 1R 2:12 KO（パンチ）                 | Art of War 1                              | 2007年3月9日   |
| ○    | ジェイソン・パラチオス       | 3分3R終了 判定3-0                    | Lonestar Beatdown                         | 2006年11月10日 |
| ○    | スティーブン・ブラットランド | 5分3R終了 判定3-0                    | Ultimate Texas Showdown 6                 | 2006年6月24日  |
| ○    | アイラ・ボイド               | 5分3R終了 判定3-0                    | Ultimate Texas Showdown 5                 | 2006年4月29日  |
| ○    | デボン・ミラー               | 2R 0:55 KO（パンチ連打）             | Ultimate Texas Showdown 4                 | 2006年2月25日  |
| ○    | ベン・ダウク                 | 5分3R終了 判定3-0                    | Inferno Promotions: Meltdown              | 2005年7月22日  |
| －   | ジェームス・マルティネス     | 1R 2:47 ノーコンテスト               | Venom: First Strike                       | 2004年9月18日  |
| ○    | リー・キング                 | 5分3R終了 判定3-0                    | REF: Austin Fights                        | 2003年5月3日   |

## 獲得タイトル
- Art of Warライト級王座（2007年）

## 表彰
- UFC ファイト・オブ・ザ・ナイト（1回）
- WEC ノックアウト・オブ・ザ・ナイト（3回）